# 省部级副职
省部级副职，中央机关称部级副职（又称副部级、副部长级），地方机关称省级副职（又称副省级），是中华人民共和国公务员体系中第四高级别的干部，对应级别为十级至六级。
在中央和国家机关，副省部级公务员主要包括中共中央直属机构、国务院组成部门、全国人大和全国政协的办事机构和专门委员会的副职领导。以及中華人民共和國最高人民法院非常務副院長、中華人民共和國最高人民檢察院非常務副檢察長。
省级行政区中，正省级单位副职为副省部级公务员，即省委副书记、省委常委、省人大常委会副主任、省人民政府副省长、省政协副主席、省高级人民法院院长、省人民检察院检察长、省监察委员会主任；自治区党委副书记、党委常委、自治区人大常委会副主任、自治区人民政府副主席、自治区政协副主席、自治区高级人民法院院长、自治区人民检察院检察长、自治区监察委员会主任；直辖市市委副书记、市委常委、市人大常委会副主任、市人民政府副省长、市政协副主席、市高级人民法院院长、市人民检察院检察长、市监察委员会主任。此外，副省级城市（沈阳市、武汉市、广州市、西安市、哈尔滨市、长春市、成都市、南京市、杭州市、济南市、大连市、青岛市、宁波市、厦门市、深圳市）的正职领导，即市委书记、市长、市人大常委会主任、市政协主席，也是副省部级公务员。
在省部级副职这一层级无相应非领导职务，对应事业单位的管理二级职员、解放军和武警部队的副战区职、正军职。两院院士享受副部级待遇。军队正军职干部转业地方后，按省部级副职安排工作。

## 相应职级、衔级、等级

### 公务员、事业单位工作人员、军队文职人员
| 公务员 | 公务员   | 公务员     | 公务员         | 公务员       | 公务员       | 公务员            | 公务员            | 事业单位工作人员 | 军队文职人员 | 对应领导职务层次 |
| 职级   | 衔级     | 衔级       | 衔级           | 单独职务序列 | 单独职务序列 | 其他类型 职务等级 | 其他类型 职务等级 | 岗位级别         | 岗位级别     | 对应领导职务层次 |
| 职级   | 人民警察 | 海关       | 消防救援队伍   | 人民法院     | 人民检察院   | 监察机关          | 海事机构          | 岗位级别         | 岗位级别     | 对应领导职务层次 |
| 职级   | 警衔     | 关衔       | 消防救援衔     | 法官等级     | 检察官等级   | 监察官等级        | 海事职务等级      | 管理岗           | 管理岗位     | 对应领导职务层次 |
| ------ | -------- | ---------- | -------------- | ------------ | ------------ | ----------------- | ----------------- | ---------------- | ------------ | ---------------- |
| 未设置 | 副总警监 | 海关副总监 | 消防救援副总监 | 二级大法官   | 二级大检察官 | 二级副总监察官    | 海事总监          | 二级职员         | 部级副职     | 省部级副职       |

1. ↑  综合管理类公务员（含消防救援队伍管理指挥干部）职级、专业技术类公务员（含人民警察专业技术警员）职级、行政执法类公务员（含人民警察执法勤务警员）职级、审判（检察）辅助人员（含法官助理、检察官助理、书记员）职级，均未在省部级副职层次设置对应职级。

### 现役军人
| 解放军军衔 | 解放军军衔 | 解放军军衔 | 解放军军衔 | 武警部队警衔 | 对应 军事级别 |
| 陆军       | 海军       | 空军       | 火箭军     | 武警部队警衔 | 对应 军事级别 |
| ---------- | ---------- | ---------- | ---------- | ------------ | ------------- |
| 陆军中将   | 海军中将   | 空军中将   | 火箭军中将 | 武警中将     | 副战区职      |
| 陆军少将   | 海军少将   | 空军少将   | 火箭军少将 | 武警少将     | 正军职        |

## 相应职务和机构

### 副省部级单位
以下列出的副省部级单位正职领导均属于副省部级公务员。
- 部分中共中央直属事业单位（《求是》杂志社、《光明日报》社、中国浦东干部学院、中国井冈山干部学院、中国延安干部学院）
- 中共中央直属机关的下属机构
- 部分中共中央直属机关所属机构（中共中央办公厅调研室、中国外文出版发行事业局、《经济日报》社）
- 中华人民共和国主席办公室
- 全国人民代表大会常务委员会办公厅研究室
- 部分国务院直属机构（国家统计局、国家国际发展合作署、国家医疗保障局、国家机关事务管理局）
- 部分国务院直属事业单位（中国气象局）
- 国务院部委管理的国家局
- 国务院部委管理的事业单位
- 国家计划单列单位（新疆生产建设兵团、中国工程物理研究院）
- 外交部驻部分重要国家和国际组织外交代表机构（中国驻美大使馆、驻俄大使馆、驻英大使馆、驻法大使馆、驻德大使馆、驻日大使馆、驻朝大使馆、驻印大使馆、驻巴西大使馆、驻南非大使馆、驻埃及大使馆、常驻联合国代表团、常驻联合国日内瓦代表团、驻欧盟使团）
- 商务部驻部分国际组织外交代表机构（中国常驻世贸组织代表团）
- 公安部政治部、国家安全部政治部、应急管理部政治部、海关总署政治部、最高人民法院政治部、最高人民检察院政治部
- 部分水利部派出机构（长江水利委员会、黄河水利委员会）
- 中国人民银行上海总部
- 中国人民政治协商会议全国委员会办公厅研究室
- 中央纪委国家监委派出机构
- 中央纪委国家监委驻正部级单位纪检监察组
- 部分群众团体机关（中国人民外交学会、黄埔军校同学会、欧美同学会（中国留学人员联谊会）、中国思想政治工作研究会、中华职业教育社、中国计划生育协会）
- 部分中央驻港澳机构（驻港维护国家安全公署、外交部驻港特派员公署、外交部驻澳特派员公署）
- 省、自治区、直辖市的中共省级纪委、省级监察委员会、高级人民法院、省级人民检察院
- 副省级市的中共市委、市人民代表大会、市人民政府、政协市委员会

### 副战区级单位
以下列出的副战区级单位正职领导均属于副战区级军官（警官）。
- 中央军事委员会办公厅
- 中央军事委员会后勤保障部
- 中央军事委员会装备发展部
- 中央军事委员会训练管理部
- 中央军事委员会国防动员部
- 中央军事委员会政法委员会
- 中央军事委员会科学技术委员会
- 中国人民解放军联勤保障部队、信息支援部队、军事航天部队、网络空间部队
- 中国人民解放军国防大学
- 中国人民解放军军事科学院
- 各战区机关联合参谋部、政治工作部
- 各军种机关参谋部、政治工作部、纪律检查委员会
- 中国人民武装警察部队参谋部、政治工作部、纪律检查委员会
- 战区军种机关
- 中国人民解放军新疆军区
- 中国人民解放军西藏军区

### 正职负责人高配副部级的正厅局级单位

#### “副部级高校”
党委书记和校长列入中央管理的高校，简称中管高校，俗称“副部级高校”，为中华人民共和国中央部属高校中31所普通高等学校的统称。中管高校的党委书记、校长个人高配副部长级，并列入《中共中央管理的干部职务名称表》，其任免由中共中央、国务院决定。中管高校党委、纪委由中共中央直接管理。但中管高校本身的行政级别仍为正厅级，中管高校下属学院、内设机构为正处级，与其他本科高等学校相当。
当前，中华人民共和国教育部直属的中管高校有26所、中华人民共和国工业和信息化部4所、中国科学院1所，具体如下：
- 北京大学
- 中国人民大学
- 清华大学
- 北京师范大学
- 中国农业大学
- 南开大学
- 天津大学
- 大连理工大学
- 吉林大学
- 复旦大学
- 同济大学
- 上海交通大学
- 南京大学
- 东南大学
- 浙江大学
- 厦门大学
- 山东大学
- 武汉大学
- 华中科技大学
- 中南大学
- 中山大学
- 重庆大学
- 四川大学
- 西安交通大学
- 西北农林科技大学
- 兰州大学
- 北京航空航天大学
- 北京理工大学
- 哈尔滨工业大学
- 西北工业大学
- 中国科学技术大学

#### 其他正职负责人高配副部长级的单位
除部分国有重点大型企业、中管高校外，下列机构首长职务亦高配副部长级，职务由中共中央、国务院发文任免：
农业农村部直属事业单位
- 中国农业科学院：党组书记，院长

文化和旅游部直属事业单位
- 故宫博物院：院长
- 中国国家博物馆：馆长

#### 中国证监会管理的事业单位
- 上海证券交易所：理事长
- 深圳证券交易所：理事长

## 享受副部级政治经济待遇的单位

### “副部级央企”
1999年9月，中共十五届四中全会通过的《关于国有企业改革和发展若干重大问题的决定》规定，“对企业及企业领导人不再确定行政级别”。故法律上已不再明确中央企业的行政级别。但在实际人事管理中，部分国有重要骨干企业及中央金融企业仍享受相当于副部级的政治经济待遇，企业正职领导（党委（党组）书记、董事长、总经理）由中共中央决定、任命。坊间也因而有“副部级央企”的说法。

#### 国有重要骨干企业
1. 中国核工业集团有限公司
2. 中国航天科技集团有限公司
3. 中国航天科工集团有限公司
4. 中国航空工业集团有限公司
5. 中国船舶集团有限公司
6. 中国兵器工业集团有限公司
7. 中国兵器装备集团有限公司
8. 中国电子科技集团有限公司
9. 中国航空发动机集团有限公司
10. 中国融通资产管理集团有限公司
11. 中国石油天然气集团有限公司
12. 中国石油化工集团有限公司
13. 中国海洋石油集团有限公司
14. 国家石油天然气管网集团有限公司
15. 国家电网有限公司
16. 中国南方电网有限责任公司
17. 中国华能集团有限公司
18. 中国大唐集团有限公司
19. 中国华电集团有限公司
20. 国家电力投资集团有限公司
21. 中国长江三峡集团有限公司
22. 中国雅江集团有限公司
23. 国家能源投资集团有限责任公司
24. 中国电信集团有限公司
25. 中国联合网络通信集团有限公司
26. 中国移动通信集团有限公司
27. 中国卫星网络集团有限公司
28. 中国电子信息产业集团有限公司
29. 中国第一汽车集团有限公司
30. 东风汽车集团有限公司
31. 中国一重集团有限公司
32. 中国机械工业集团有限公司
33. 哈尔滨电气集团有限公司
34. 中国东方电气集团有限公司
35. 鞍钢集团有限公司
36. 中国宝武钢铁集团有限公司
37. 中国矿产资源集团有限公司
38. 中国铝业集团有限公司
39. 中国远洋海运集团有限公司
40. 中国航空集团有限公司
41. 中国东方航空集团有限公司
42. 中国南方航空集团有限公司
43. 中国中化控股有限责任公司
44. 中粮集团有限公司
45. 中国五矿集团有限公司
46. 中国通用技术（集团）控股有限责任公司
47. 中国建筑集团有限公司
48. 中国储备粮管理集团有限公司
49. 中国南水北调集团有限公司
50. 国家开发投资集团有限公司
51. 招商局集团有限公司
52. 华润（集团）有限公司
53. 中国旅游集团有限公司（香港中旅（集团）有限公司）
54. 中国商用飞机有限责任公司

#### 中央金融企业
1. 中国投资有限责任公司
2. 国家开发银行
3. 中国进出口银行
4. 中国农业发展银行
5. 中国工商银行股份有限公司
6. 中国农业银行股份有限公司
7. 中国银行股份有限公司
8. 中国建设银行股份有限公司
9. 交通銀行股份有限公司
10. 中国中信集团有限公司
11. 中国光大集团股份公司
12. 中国人民保险集团股份有限公司
13. 中国人寿保险（集团）公司
14. 中國太平保險集團有限责任公司
15. 中国出口信用保险公司

#### 中央文化企业
1. 中国出版集团有限公司
2. 紫荆文化集团有限公司

#### 中央行政企业
中国烟草总公司与国家烟草专卖局一个机构两块牌子，不再单列。
1. 中国国家铁路集团有限公司
2. 中国邮政集团有限公司

## 待遇

### 住房面积
2001年，国务院机关事务管理局、中共中央直属机关事务管理局发布《在京中央和国家机关部级干部住房制度改革实施意见》、《在京中央和国家机关职工住房面积核定及未达标、超标处理办法》，确定了各职级领导干部的购房补贴标准(按建筑面积计算)。其中，副部级190平方米，正部级220平方米。

### 公务用车
1994年，根据相关规定，部长级和省长级干部按一人配备专车，现职副部长级和副省长级干部则保证工作用车或相对固定用车，副部长级和副省长级干部离休、退休后享受部长级和省长级待遇的，不配备专车。2004年，国家机关事务管理局印发《中央国家机关公务用车编制和配备标准的规定》，部长级干部配备排气量3.0升（含3.0升）以下、价格45万元以内的轿车，副部长级干部使用排气量3.0升（含3.0升）以下、价格35万元以内的轿车。

### 办公面积
2009年，国家发改委发布《党政机关办公用房建设标准》，规定中央机关正部级、副部级干部办公室分别不能超过每人54平米和每人42平米。

### 差旅
2014年1月6日，财政部发布《中央和国家机关差旅费管理办法》。《办法》规定，部级及相当职务人员出差，乘飞机时可坐头等舱，乘火车时可乘坐软席、动车商务座。住宿时，部级及相当职务人员住普通套间，司局级及以下人员住单间或标准间。